# Maruja García Nicolau
Maruja García Nicolau (Palma, 1943 - 26 de maig de 2021) fou una model espanyola, elegida Miss Espanya i Miss Europa el 1962, en el concurs de bellesa realitzat a Beirut aquell any. Maruja García, que no fou Miss Mallorca ni Miss Balears, estava casada amb Martí Mora, porter històric de futbol del RCD Mallorca.